# Maximilian Glötzl
Maximilian „Max“ Glötzl (* 16. März 2002 in Schongau) ist ein deutscher Eishockeyspieler, der seit Mai 2019 bei den Kölner Haien aus der Deutschen Eishockey Liga (DEL) unter Vertrag steht und dort auf der Position des Verteidigers spielt. Zwischenzeitlich war Glötzl an den EC Bad Nauheim aus der DEL2 ausgeliehen.

## Karriere

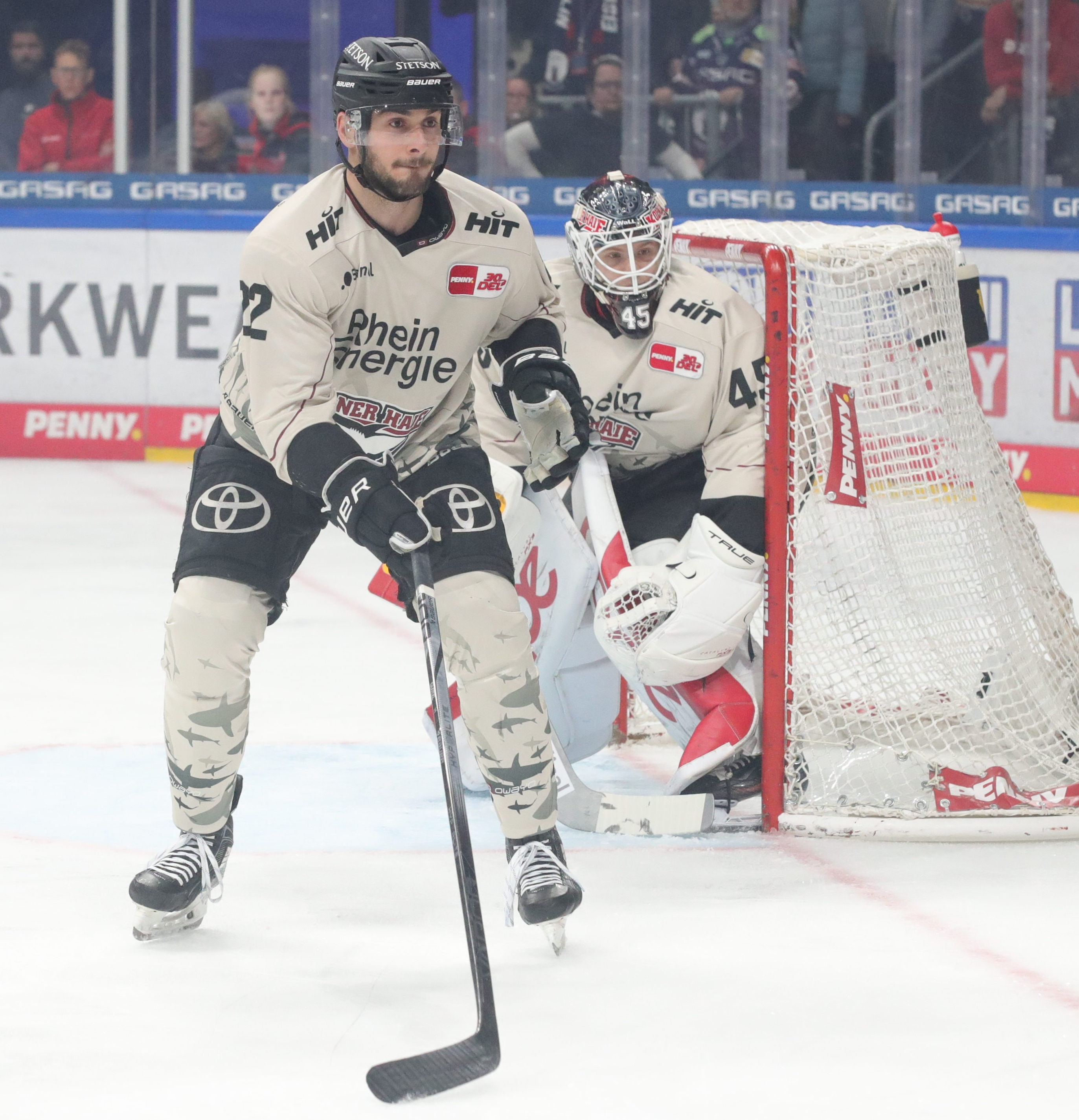
Glötzl im Trikot der Kölner Haie (2023)

Der in Schongau geborene Glötzl verbrachte seine Juniorenzeit bis zum Jahr 2016 beim EC Peiting. Anschließend wechselte er in den Nachwuchs des Kölner EC, wo der Verteidiger – wie schon in Peiting – zunächst in der Schüler-Bundesliga auflief. Später kam Glötzl in der Deutschen Nachwuchsliga (DNL) zum Einsatz. Er stand dort zwischen 2018 und 2020 auf dem Eis und absolvierte über 50 Partien in Deutschlands höchster Juniorenspielklasse.
Bereits im Mai 2019 hatte der 17-Jährige einen Profivertrag bei den Kölner Haien aus der Deutschen Eishockey Liga (DEL) unterzeichnet und hatte dort im Verlauf der Saison 2019/20 sein Debüt gegeben. Ab der Spielzeit 2020/21 kam der Abwehrspieler mittels einer Förderlizenz hauptsächlich beim Kooperationspartner EC Bad Nauheim in der DEL2 zu Einsätzen. Ab dem Spieljahr 2021/22 häuften sich seine DEL-Einsatzminuten, während er trotz der Förderlizenz immer noch für Bad Nauheim spielberechtigt war. In der Saison 2023/24 fiel der Defensivakteur nach einer Verletzung im Dezember 2023 für den Rest der Spielzeit aus und absolvierte daher nur 28 Partien.

### International
Auf internationaler Ebene kam Glötzl bereits ab der Spielzeit 2017/18 für die Juniorennationalmannschaften des Deutschen Eishockey-Bundes zu Einsätzen. Erst mit der U18-Junioren-Weltmeisterschaft der Division IA 2019 bestritt der Verteidiger jedoch sein erstes internationales Turnier. In fünf Turnierspielen steuerte er ein Tor zum Aufstieg in die Top-Division bei. In der Folge kam er bei den U20-Junioren-Weltmeisterschaften der Jahre 2021 und 2022, als das deutsche Team jeweils den sechsten Platz belegte, zu Einsätzen. Beim Turnier im Jahr 2022 führte Glötzl das deutsche Aufgebot als Mannschaftskapitän an. Dazwischen hatte er bereits zum Kader beim abgebrochenen Event der Weltmeisterschaft 2022 gehört.

## Erfolge und Auszeichnungen
- 2019 Aufstieg in die Top-Division bei der U18-Junioren-Weltmeisterschaft der Division IA
- 2025 Deutscher Vizemeister mit den Kölner Haien

## Karrierestatistik
Stand: Ende der Saison 2024/25

### International
Vertrat Deutschland bei:
- U18-Junioren-Weltmeisterschaft der Division IA 2019
- U20-Junioren-Weltmeisterschaft 2021
- abgebr. U20-Junioren-Weltmeisterschaft 2022
- U20-Junioren-Weltmeisterschaft 2022

(Legende zur Spielerstatistik: Sp oder GP = absolvierte Spiele; T oder G = erzielte Tore; V oder A = erzielte Assists; Pkt oder Pts = erzielte Scorerpunkte; SM oder PIM = erhaltene Strafminuten; +/− = Plus/Minus-Bilanz; PP = erzielte Überzahltore; SH = erzielte Unterzahltore; GW = erzielte Siegtore; 1 Play-downs/Relegation; Kursiv: Statistik nicht vollständig)